# 마르티니 지역 교통
마르티니 지역 교통(프랑스어: Transports de Martigny et Régions, 약칭 TMR)은 버스와 코치 서비스와 2개의 전기 철도 노선을 운영한다.
이 회사는 2001년에 마르티니-오르시에 철도(Martigny-Orsières Railway, MO)와 마르티니-샤틀라르 철도(Martigny-Châtelard Railway, MC)를 2000년 1월 1일에 합병하여 마르티니 지역 교통(Transports de Martigny et Régions)을 구성했다.

## 철도
- 몽블랑 익스프레스(Mont-Blanc Express)를 운영하는 협궤 마르티니-샤틀라르 철도(MC)
- 생베르나르 익스프레스(Saint-Bernard Express)를 운영하는 표준궤 마르티니-오르시에르 철도(MO)